# Valea Șchiopului
Valea Șchiopului – wieś w Rumunii, w okręgu Buzău, w gminie Pardoși. W 2011 roku liczyła 10 mieszkańców.